# Zapotitlán (estación)
Zapotitlán es una de las estaciones que forman parte del Metro de la Ciudad de México, perteneciente a la Línea 12. Se ubica al oriente de la Ciudad de México, en la alcaldía Tláhuac.

## Información general
El nombre se debe a que la estación se ubica en las cercanías al pueblo de Santiago Zapotitlán. La palabra se compone como Tzapotl, abreviación de Cuatzapotl (árbol de zapote) y de Titlán que significa Entre árboles de zapote.
El logotipo actual representa un árbol que muestra los zapotes en sus tres ramales, y en el tronco unos dientes Tlantli que representan la terminación “tlan”.

## Orígenes
En 1898 fue autorizada la construcción del ferrocarril San Rafael-Atlixco que correría de México a Puebla, cuya construcción comenzó en 1899.
El 2 de abril de 1913 se inauguró una línea ferroviaria que vinculaba a los poblados de Zapotitlán y Mexicaltzingo. Se realizó un recorrido por los diferentes pueblos, tales como Culhuacán, Tomatlán, y San Lorenzo. La construcción estuvo a cargo de Manuel Stampa.

## Incidencias
La línea 12 se mantuvo fuera de servicio desde el 12 de marzo de 2014 hasta el 29 de noviembre de 2015, debido a trabajos de mantenimiento mayor que se realizaron entre estas fechas.
La estación estuvo fuera de servicio desde el 20 de septiembre de 2017 debido a trabajos de mantenimiento preventivo que se realizan desde la fecha mencionada, a causa del terremoto con epicentro en Puebla ocurrido el 19 de septiembre de 2017. La estación, así como la totalidad de la línea fueron reabiertas el lunes 30 de octubre del mismo año.
Nuevamente la estación permaneció cerrada desde el 4 de mayo de 2021 por seguridad, debido a un desplome que ocurrió en la interestación Tezonco-Olivos con dirección a Tláhuac y que dejara un saldo de 27 fallecidos y 80 heridos.Volviendo a operar con normalidad el 30 de enero de 2024.

## Afluencia
La siguiente tabla muestra la afluencia de la estación en los últimos 10 años:
| Afluencia Anual de Pasajeros | Afluencia Anual de Pasajeros | Afluencia Anual de Pasajeros | Afluencia Anual de Pasajeros | Afluencia Anual de Pasajeros | Afluencia Anual de Pasajeros |
| ---------------------------- | ---------------------------- | ---------------------------- | ---------------------------- | ---------------------------- | ---------------------------- |
| Año                          | Afluencia                    | A Diario                     | Ranking                      | Incremento                   | Ref.                         |
| 2023                         | 0                            | 0                            | X                            | X                            | [ 10 ]                       |
| 2022                         | 0                            | 0                            | X                            | -100.00%                     | [ 10 ]                       |
| 2021                         | 960,815                      | 2,632                        | 178°/195                     | -69.78%                      | [ 11 ]                       |
| 2020                         | 3,179,098                    | 8,686                        | 112°/195                     | -36.34%                      | [ 12 ]                       |
| 2019                         | 4,994,118                    | 13,682                       | 130°/195                     | +8.22%                       | [ 13 ]                       |
| 2018                         | 4,614,901                    | 12,643                       | 132°/195                     | +16.91%                      | [ 14 ]                       |
| 2017                         | 3,947,346                    | 10,814                       | 144°/195                     | -4.53%                       | [ 15 ]                       |
| 2016                         | 4,134,438                    | 11,296                       | 142°/195                     | +1,209.66%                   | [ 16 ]                       |
| 2015                         | 315,689                      | 864                          | 194°/195                     | -59.81%                      | [ 17 ]                       |
| 2014                         | 785,447                      | 2,151                        | 192°/195                     | -80.834%                     | [ 18 ]                       |

## Conectividad

### Salidas
- Norte: Eje 10 Sur Av. Tláhuac esquina Cesáreo castro, Colonia Santiago Zapotitlán.
- Sur: Eje 10 Sur Av. Tláhuac y esquina Emilio Laurent, Colonia conchita Zapotitlán.

### Conexiones
Existen conexiones con las estaciones y paradas de diversos sistemas de transporte:
Red de Transporte de Pasajeros de la Ciudad de México
- Módulo 4 Alcaldía Iztapalapa:
  - Ruta 162 (Santa Catarina - Constitución de 1917).